# Хамдамова, Мохигул Кабаёр кизи
Мохигул Кабаёр кизи Хамдамова (узб. Mohigul Kabayor qizi Hamdamova; род. 2 октября 1995 года, Фергана, Ферганская область, Узбекистан) — узбекская легкоатлетка-паралимпиец, специализирующаяся в метании копья, диска и толкании ядра, член сборной Узбекистана. Олимпийская чемпионка Летних Паралимпийских игр 2020, серебряный призёр Летних Параазиатских игр.

## Карьера
В 2016 году начала заниматься профессионально спортом. С 2017 года участвует на международных соревнованиях за сборную Узбекистана. В 2018 году на Летних Параазиатских играх в Джакарте (Индонезия) в соревновании по метанию копья в категории F57 завоевала серебряную медаль с результатом 24.19 м. На этих же играх в толкании ядра заняла лишь восьмое место, а в метании диска десятое.
В 2019 году на этапе Гран-при по паралимпийской лёгкой атлетике в Тунисе завоевала золотые медали в метании диска и копья, в толкании ядра серебряную медаль. Победа на этом Гран-при дала право участвовать на Чемпионате мира. На Чемпионат мира по лёгкой атлетике (МПК) в Дубае (ОАЭ) в метании диска в категории F57 заняла пятое место с результатом 27.92, а в толкании ядра девятое место с результатом 8.39 м.
В 2021 году на этапе Гран-при по паралимпийской лёгкой атлетике в Дубае (ОАЭ) в метании диска завоевала золотую медаль в категории F57 и серебряную медаль в соревновании по метанию копья. На Летних Паралимпийских играх в Токио (Япония) в соревнованиях по метанию диска в категории F57 с результатом 31.46 м завоевала золотую медаль игр. В этом же году президент Узбекистана Шавкат Мирзиёев присвоил Мохигул почетное звание «Узбекистон ифтихори» («Гордость Узбекистана»).
В 2024 году указом президента Узбекистана Шавката Мирзиёева награждена медалью «Жасорат».